# Contea d'Aragona
La contea d'Aragona fu una contea dell'Impero Carolingio, istituita nei territori a sud dei Pirenei contesi con lo stato islamico di al-Andalus. 

## Istituzione della contea
La nascita di una forma di governo autonomo dai wali di al-Andalus e poi dall'emirato di Cordova è estremamente incerta. Il primo che, dal 724, in Aragona (precisamente nel Sobrarbe, al confine con l'Aragona) organizzò una resistenza e, sconfiggendo le truppe musulmane, occupò la città di Ainsa, fu García Jiménez. Altri personaggi citati come Conti d'Aragona comprendono, tra gli altri, Jimeno Aznar, Galindo García e Fortun Jiménez.
La contea di Aragona (forse inizialmente fu chiamata contea di Jaca) fu costituita tra la fine dell'VIII secolo e l'inizio del IX, nel tentativo di Carlo Magno di creare una marca (Marca di Spagna) a sud dei Pirenei, tra il golfo di Biscaglia ed il Mar Mediterraneo, sino alla valle dell'Ebro, per proteggere gli stati che facevano parte dell'impero dei Franchi, a nord dei Pirenei, come il ducato di Guascogna e la contea di Tolosa.
Tra il 798 ed l'802 i Franchi stabilirono diverse teste di ponte in Aragona. A Saragozza Bahlul Ibn Marzuq, nel 798 si ribellò al potere centrale di Al-Andalus e nell'800 conquistò Huesca. L'emiro di Cordova, al-Ḥakam I, inviò il generale Amrus Ibn Yusuf, nativo di Huesca, che nell'801 riconquistò Saragozza e Huesca. Bahlul si ritirò a Pallars, dove fu assassinato dal suo luogotenente Jalaf Ibn Rashid che controllava Barbitanya (Barbastro). I Franchi, allora approfittando della situazione, presero il controllo di Jaca ed altri castelli e designarono come conte d'Aragona Aureolus (figlio di Aureolus de Périgueaux), che era in contatto con il defunto signore di Saragozza, Bahlul ibn Marzuq e tradizionalmente Aureolus (un Franco o forse Visigoto), è considerato il capo dei Franchi in Aragona e primo conte d'Aragona dall'802 all'809.
Alla morte di Aureolus, nell'809, gli succedette Aznar I Galíndez, nobile guascone, le cui origini sono piuttosto oscure (il padre si chiamava Galindo); ma altri lo identificano con il figlio del duca di Guascogna, Sancho I di Guascogna, a sua volta duca di Guascogna, Aznar I Sánchez. Aznar I ricevette, dal re d'Aquitania, come vassallo del regno dei Franchi il titolo di conte d'Aragona, con dominio su tutta la valle del fiume Aragona. Forse fu anche conte di Jaca, da cui dominava la valle. Nell'820, sembra che si alleò con i Baschi per combattere i Banu Qasi nella valle dell'Ebro. A seguito di questa guerra perse l'Aragona, fu deposto a vantaggio di García Galíndez il Malvagio (?-844), il suo ex genero. 
García il Malvagio, aveva ripudiato la prima moglie, Matrona, figlia di Aznar I per risposarsi con Nunila di Pamplona, figlia del re di Pamplona Iñigo I Arista, che lo aiutò a formare un piccolo esercito, con il quale, nell'820 attaccò la contea d'Aragona, depose Aznar I, troppo ligio all'autorità dell'imperatore Ludovico il Pio, e divenne conte d'Aragona e, nell'824, quando i Franchi organizzarono una spedizione contro il re di Pamplona, guidata dal duca di Guascogna, Aznar I Sánchez (che, secondo alcuni storici, potrebbe essere stato lo stesso spodestato conte Aznar I), Garcia corse in aiuto di Inigo, assieme a Musà ben Musà, capo famiglia dei Banu Qasi.
I Franchi vennero fermati e sconfitti nella battaglia di Roncisvalle (la seconda).
Nell'833, García il Malvagio forse morì o molto probabilmente si ritirò, lasciando il governo al figlio  Galindo Garcés, continuando a seguire gli affari della contea fino alla sua morte avvenuta nell'844.
Un'altra versione invece dice che García venisse ucciso da Galindo Aznárez, conte di Urgell e Cerdagna, che con l'aiuto dei Franchi cercava di recuperare la contea che fu di suo padre.

## Contea ereditaria
Nell'anno in cui divenne conte d'Aragona, Galindo Aznárez perse le contee di Pallars e di Ribagorza, a favore del conte di Tolosa, Fredelone, mentre le altre contee di Urgell e Cerdagna gli erano state sottratte dall'imperatore Ludovico il Pio e date al conte di Barcellona, Sunifredo I, sembra per un'alleanza, non gradita all'imperatore, che aveva contratto con la famiglia dei Banu Qasi e precisamente con Musa ibn Musa, nell'834, che lo aveva portato ad allearsi con Iñigo I Arista, re di Pamplona, dove aveva vissuto per un certo periodo. Con questa alleanza garantì la successione alla propria discendenza.
Nell'867, gli succedette il figlio Aznar II Galíndez, che aveva sposato Oneca di Pamplona, figlia di García I Íñiguez, re di Pamplona.
Nell'893, gli successe il figlio Galindo II Aznárez che, nel 905, appoggio il cambio di dinastia nel vicino regno di Navarra (dalla dinastia Arista a quella Jimena) perché più in sintonia con la politica della contea di Aragona e si sposò, in seconde nozze, con Sancha, figlia del coregnante e coreggente di Navarra García II di Pamplona.
Solo, nel 922, la diocesi di Huesca o di Jaca, fu riconosciuta come diocesi della contea di Aragona e fu insediata nella valle di Borau.
Nel 922, gli successe la figlia Andregoto Galíndez, che, nel 925, sposò l'erede al trono del regno di Pamplona García, che nello stesso anno divenne re di Navarra (García I), lasciando al marito, ma soprattutto alla reggente, Toda di Navarra le preoccupazioni del governo della contea.
Nel 943, il matrimonio con García I fu annullato, per pressioni dei familiari di García I. Si ritirò in convento, lasciando il titolo al marito.

### Elenco dei Primi Conti di Aragona
- 802-809 Aureolus
- 809-820 Aznar I
- 820-833 García Galíndez
- 833-844 Galindo Graces
- 844-867 Galindo I Aznárez
- 867-893 Aznar II Galíndez
- 893-922 Galindo II Aznárez
- 922-943 Andregoto Galíndez

## Unione con il regno di Pamplona
Nel 943, quando la madre, Andregoto, accettando l'annullamento del matrimonio con García I, rinunciò al titolo di contessa di Aragona, in teoria Sancho Garcés Abarca, gli avrebbe dovuto subentrare nel titolo, ma in pratica la contea continuò ad essere governata dal padre, García. Solo, nel 970, alla morte del padre, gli subentrò come re di Pamplona ed entrò in possesso della contea di Aragona, unificando così i due domini.
Sancho III Garcés il Grande  morì nel 1035, dividendo il suo "impero" tra i quattro figli maschi:
- a Ferdinando la contea di Castiglia e parte del León, fu il capostipite della linea navarrese di Castiglia e fu il primo a usare il titolo di Re di Castiglia e riunì il regno di León con il Regno di Castiglia.
- a García il regno di Pamplona, che era il cuore dell'impero che aveva costruito ed aveva il miglior esercito.
- a Gonzalo le contee di Sobrarbe e Ribagorza
- a Ramiro, il bastardo, capostipite della linea navarrese di Aragona, la contea d'Aragona, che da quel momento divenne regno d'Aragona, anche se Ramiro si autodefiniva conte figlio del re Sancho III Garcés il Grande.

### Elenco dei conti di Aragona anche re di Navarra
Per i re di Navarra precedenti e seguenti all'unione dinastica con Aragona si veda: Re di Navarra.
- 943 970 García I Sánchez di Navarra,
- 970 994 Sancho II Garcés di Navarra, detto Abarca,
- 994 1000 García II Sánchez di Navarra detto il Tremolante,
- 1000 1035 Sancho III Garcés di Navarra detto il Grande